# Домбрувка (Моґіленський повіт)
Домбрувка (пол. Dąbrówka, нім. Dombrowko) — село в Польщі, у гміні Моґільно Моґіленського повіту Куявсько-Поморського воєводства.
Населення — 653 особи (2011).
У 1975-1998 роках село належало до Бидгощського воєводства.

## Демографія
Демографічна структура станом на 31 березня 2011 року:
|          | Загалом | Допрацездатний вік | Працездатний вік | Постпрацездатний вік |
| -------- | ------- | ------------------ | ---------------- | -------------------- |
| Чоловіки | 332     | 70                 | 237              | 25                   |
| Жінки    | 321     | 60                 | 194              | 67                   |
| Разом    | 653     | 130                | 431              | 92                   |